# 馬志玲
馬志玲（1940年7月4日—2022年10月18日）為台灣企業人士、元大集團創辦人，生於河北宛平。曾於1995年财富净值为90亿元新台币，當時在台湾100家大富豪排名榜上，名列第50位。2020年《富比士》公佈的台灣50大富豪，馬志玲資產為24億美元，排名第13 。其長子马维建之妻為民視新聞前主播唐可珊，次子馬維辰之妻為台視新聞前主播林家琪。其長孫為焦子瀚。

## 生平
其父馬繼良，原為平劇演員，行當為老生。至台灣之後，開設萬和醬油，同時經營飲食店螢橋樂園。相聲演員吳兆南與魏龍豪等人就是在他的店中開始表演事業。馬繼良累積資產後投入股市，成為股市大戶。
小時成績優異入讀建國中學，1966年台湾大学商学系毕业，後經營家族小建材行，之後加入台湾炼铁公司，1971～1984年高升任炼铁公司执行副总；後任任台湾炼铁公司董事。1984年任新竹玻璃制造厂公司副董事长，曾因經濟糾紛遭黑道槍擊但大難不死。
1986年收購了當時經營不善的元大证券擔任总裁，之後30年間將元大發展蓬勃成為台灣數一數二的金控集團。2000年後開始關注中國大陸投資商機，前往開設休閒相關產業頗有發展，兼任廣西桂林乐满地度假世界總裁，該景區被中國評為國家5A级旅游区。八八水災時捐款新台幣5,000萬元、汶川地震捐款人民幣300萬元。
馬志玲在陳水扁總統執政期間，涉及二次金改案。為讓元大集團可以順利合併復華金控，馬志玲透過吳淑珍友人元大證券前董事杜麗萍協助下，以水果禮盒裝滿新台幣2億元現金送入總統官邸，當面交給吳淑珍。2005年，陳致中結婚時，再以個人名義送出約新台幣600萬元的旅行支票。
馬志玲與其妻子杜麗莊2005年間利用旗下元大投信，投資連動式債券損失逾新台幣7億元。卻對元京證券董事會隱瞞，後元京證券增加元大投信持股，使得元京證券蒙受4.4億元損失。最高法院2014年依據《證券交易法》，以背信罪判兩人各7年4月有期徒刑定讞。然馬志玲自2006年起出現阿茲海默症病徵，2014年8月定讞後，馬志玲赴北檢執行科報到，醫師認定他罹患重度失智症，檢方因此裁准暫緩入監，但須定期每3月訪視其狀況。最後一次訪視為2022年7月29日，當時馬志玲已完全沒有意識，且有消化道出血及失智併長期臥床，身體狀況極糟，最終於2022年10月18日去世。